# Meinrad von Lauchert
Meinrad von Lauchert (* 29. August 1905 in Potsdam; † 4. Dezember 1987 in Stuttgart) war ein Generalmajor der deutschen Wehrmacht im Zweiten Weltkrieg.

## Leben
Meinrad von Lauchert trat als Fahnenjunker am 1. April 1924 der Reichswehr bei. Am 1. Februar 1931 wurde er im Reiter-Regiment 5 zum Leutnant befördert.
In der Wehrmacht war er ab 10. November 1938 Kompaniechef im Panzer-Regiment 35 und übernahm dort ab 1. September 1939 die I. Abteilung. Am 8. August 1941 wurde er mit dem Deutschen Kreuz in Gold sowie am 8. September 1941 mit dem Ritterkreuz des Eisernen Kreuzes ausgezeichnet. Das Eichenlaub erhielt er am 12. Februar 1944 (396. Verleihung).
Ab 5. Juni 1943 war er mit der Führung des Panzer-Regiments Grafenwöhr beauftragt und wurde am 1. August 1943 Oberstleutnant. Sechs Tage später wurde er für ein Jahr Kommandeur des Panzer-Regiments 15 und in dieser Position am 1. Februar 1944 zum Oberst befördert. Er übernahm kurz die erneut aufgestellte Panzer-Brigade 101. Ab Mitte Dezember 1944 führte er bis März 1945 die 2. Panzer-Division.
Nach dem Krieg wohnte er in Reutlingen und arbeitete als Berater für Hollywoodfilme wie z. B. 1965 für Die letzte Schlacht.